# زندان فردوس
زندان فردوس یکی از ادارات زندان استان خراسان جنوبی واقع در شهر فردوس است. این زندان در سال ۱۳۹۱ قریب به ۲۵۰ زندانی داشته است که بیشتر غیر بومی بوده‌اند و در سال ۱۳۹۱ این آمار به ۲۱۰ زندانی کاهش یافته است که از این تعداد ۱۹۲ تن از آنان مرد و بقیه زن بوده‌اند.
خانواده زندانیان تحت پوشش انجمن حمایت از زندانیان قرار دارند. همچنین در سال ۱۳۹۲ صد و هجده تن از زندانیان زندان فردوس از آموزش‌های فنی و حرفه‌ای بهره‌مند شده‌اند.

## پروژهٔ زندان جدید فردوس
پروژهٔ زندان جدید فردوس در حال حاضر در حال اجرا بوده و هنوز به بهره برداری نرسیده است.

## نگارخانه

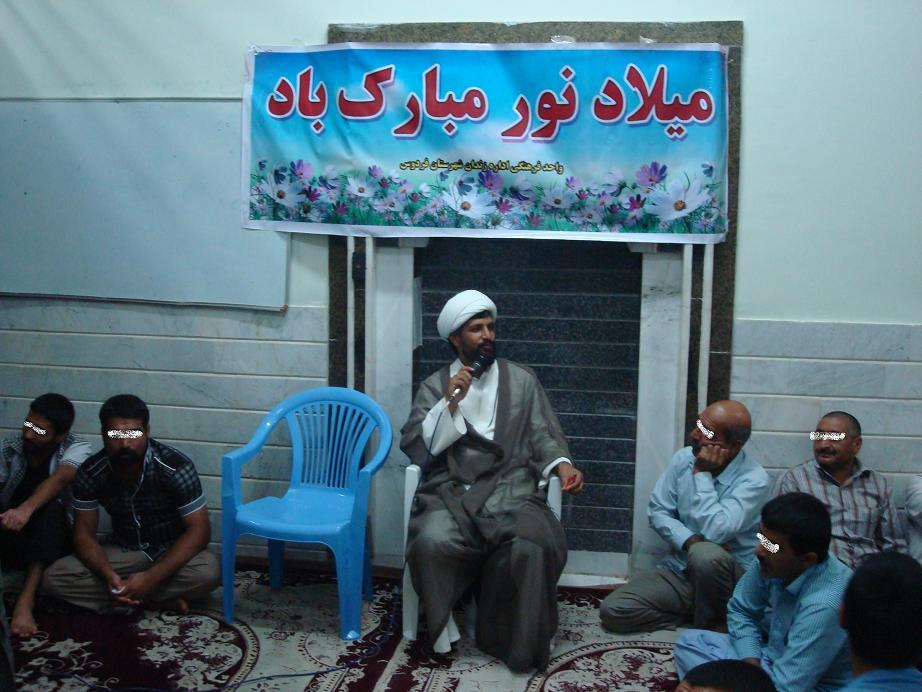
مراسم مذهبی در زندان فردوس
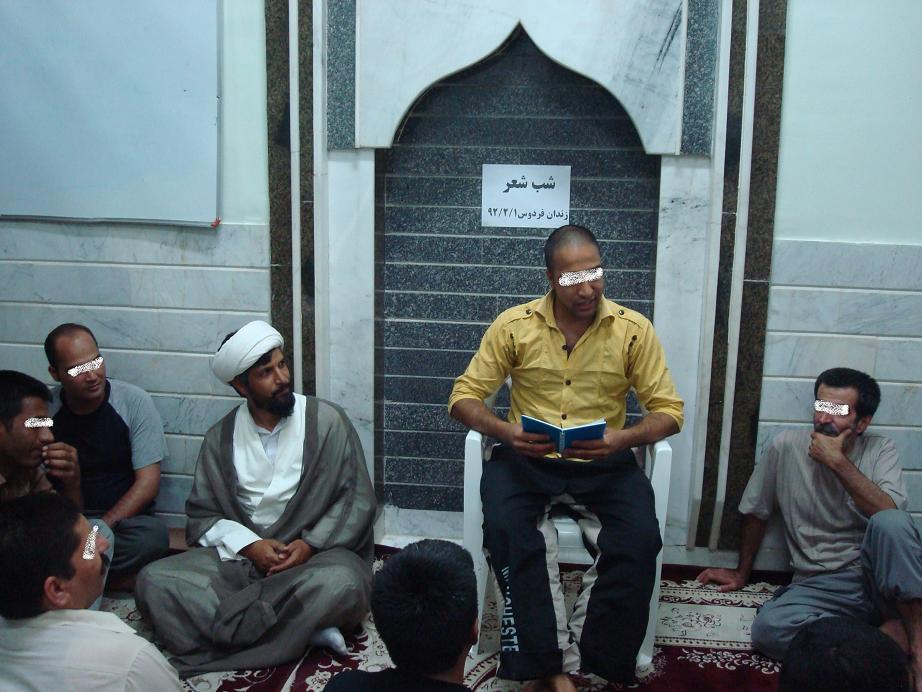
شب شعر در زندان فردوس
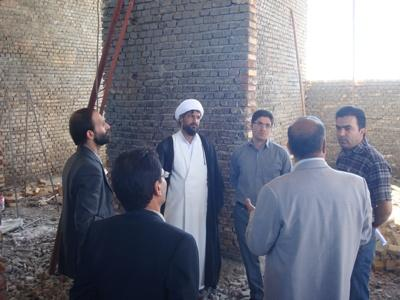
اجرای پروژهٔ زندان جدید فردوس
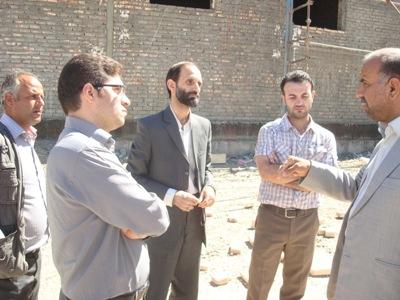
اجرای پروژهٔ زندان جدید فردوس